# 沙湾公園駅
沙湾公園駅（さわんこうえんえき）は、中華人民共和国湖南省長沙市雨花区にある長沙地下鉄2号線の駅である。

## 駅構造
- 島式ホーム1面

## 駅周辺
- 沙湾公園
- 湖南省体育館